# Бронепалубные крейсера типа «Челленджер»
Бронепалубные крейсера типа «Челленджер» — серия крейсеров 2-го класса британского королевского флота, строившаяся в 1900-х годах. Являлись развитием типа «Хайфлайер» (англ. Highflyer). Стали их усовершенствованной версией, часто объединяются в один тип с предшественниками. Всего было построено 2 единицы: «Челленджер» (англ. Challenger), «Энкаунтер» (англ. Encounter).
Завершили линию развития бронепалубных крейсеров 2-го класса, оснащённых паровыми машинами. В дальнейшем Королевский флот предпочёл строить бронепалубные крейсера с турбинными силовыми установками, впоследствии переклассифицированные в лёгкие крейсера.

## Проектирование

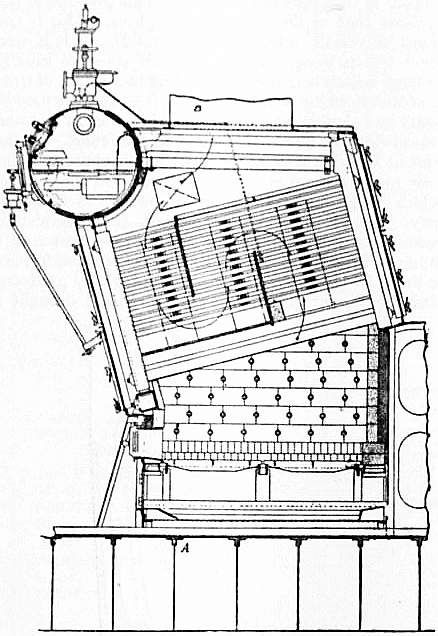
Котёл Babcock & Wilcox, корабельный вариант

Работа над дальнейшим развитием крейсера второго класса, постройка которых предусматривалась в рамках программы 1899—1900, началось в середине 1899 года, как проект модифицированного «Гермеса» («Хайфлайер») с более мощной силовой установкой (12 500 л. с., 1020 тонн). Несколько изменены обводы корпуса, в расчёте на более высокую скорость. К февралю 1900 был готов набросок нового 355 ft корпуса из расчёта мощности 13 000 л. с. и хода 21,5 узлов. Кроме того у котлов Бельвиля появилась привлекательная альтернатива — котлы Babcock & Wilcox (B&W) разработки США. Хотя для новых котлов требовалось больше места, входе эксплуатации отзывы о них были положительные. Паровые котлы этой системы отличались большой простотой, надежностью, экономичностью и дешевизной. Новый крейсер, посчитали подходящим судном для их испытаний. По сравнению с Бельвилями B&W потребовали приблизительно на 10 футов больше длины и 200-тонного прироста водоизмещения, стоя узел скорости.
Был подготовлен единый проект, подходящий для размещения котлов любых типов. Корпус был на 5 футов более длинным, чем корпус «Гермеса» и на 2 фута шире (для сохранения остойчивости), в результате водоизмещение увеличилось приблизительно на 250 тонн. Расчётная стоимость составила не больше, чем 300 000£. Это на 50 000£ больше, чем стоимость HMS Talbot. Мощности 12 500 л. с. было достаточно только для 21 узла и проектировщики понизили максимальную скорость. Увеличение мощности потребовало бы перекомпоновки всей силовой установки.

## Конструкция

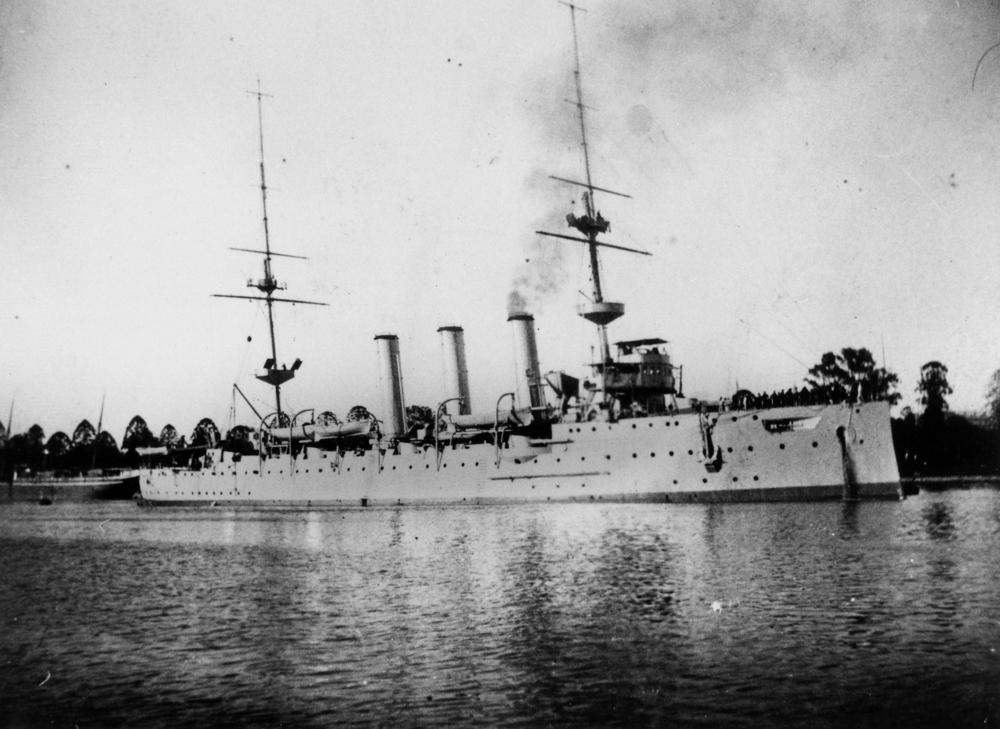
Encounter

Модельные испытания показали, что форма корпуса немного более эффективна, чем у «Гермеса» на ходу выше 16 узлов и немного менее эффективна при меньшей скорости. Непрерывная морская скорость выходила только на полузла больше, чем у «Гермеса», потому что котлы B&W, выдавали только 70 % максимальной мощности на длительной основе, по сравнению с 75 % у котлов Бельвиля. Более длинные машинные помещения, при почти такой же длине корпуса, не позволяли увеличить место для погребов и угольных ям. Вооружение соответствовало вооружению «Тэлбота» и «Гермеса», за исключением того, что у нового судна предполагалась новая модель 6-дюймовой пушки и семь, а не 10 торпед.
Чертежи получили утверждение Совета 8 июня 1900 года, в программу 1900—1901 годовой заложили два крейсера типа Челленджер. У «Челленджера» были запланированные котлы B&W, но в середине 1900 года, было решено, что бы второй корабль получил котлы Дерра.

### Корпус
Корабли имели максимальную длину 113,4 м (372 фута), ширину 17,1 м (56 футов) и проектную осадку 6,1 м (20 футов) при нормальном водоизмещении.

### Силовая установка
Корабли были оснащены двумя 4-цилиндровыми паровыми машинами тройной расширения, каждая с приводом на свой вал, работавших на паре который вырабатывали, 12 котлов Babcock & Wilcox (Challenger) или водотрубные котлы Дерра (Encounter). Котлы B&W были тяжелее и занимали больший объём, но были мощней, чем котлы Бельвиля, используемые в типе Highflyer. Котлы рассчитаны на достижении хода 21 узел (39 км/ч). Силовая установка рассчитана на достижение мощности 12 500 лошадиных сил (9300 кВт).
Крейсера несли максимальный запас угля 1150 длинных тонн (1170 т).

### Бронирование
Схема броневой защиты повторяла предыдущий тип.
Палуба — 37 мм, скосы — 76 мм, щиты орудий главного калибра — 76 мм, рубка — 152 мм, гласис машинного отделения — 127 мм.

### Вооружение

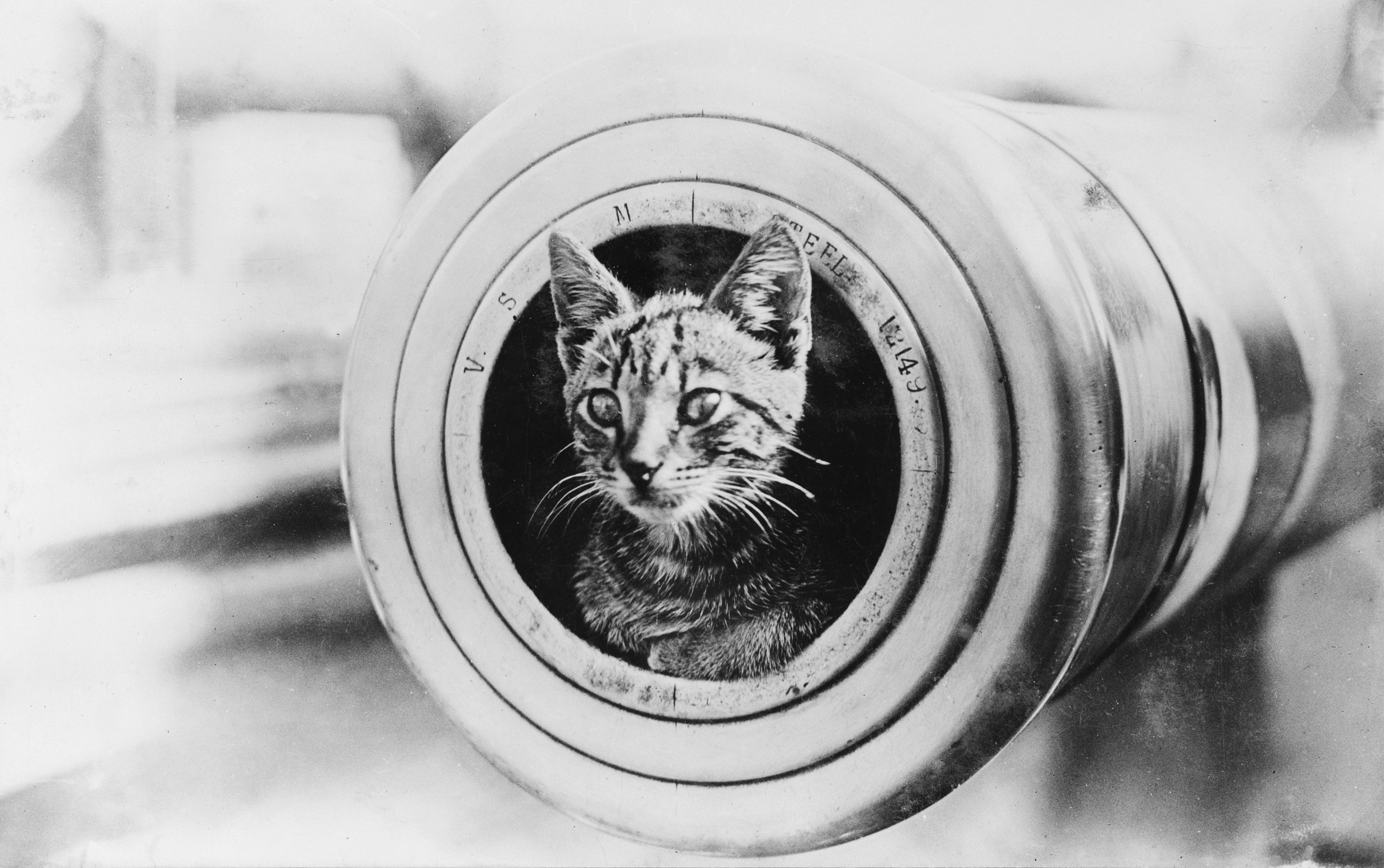
Корабельный кот на крейсере HMAS Encounter

Главный калибр состоял из одиннадцати 6-дюймовых (152 мм/45) пушек Mk VII. Одна орудийная установка была расположена на баке, две других — на юте. Остальные восемь пушек были размещены вдоль левого и правого борта. Они стреляли 45,4 кг снарядами и имели максимальную дальность 10 000 ярдов (9100 м). Боекомплект составлял 2200 выстрелов (200 снарядов на ствол). Восемь 12-фунтовых (76-мм) пушек предназначались для защиты от миноносцев. Боекомплект составлял 2400 выстрелов (300 снарядов на ствол). Одна 12-фунтовая (76-мм) 8 cwt пушка предназначалась для поддержки десанта. Так же на крейсерах были шесть 3-фунтовых пушек Гочкиса и два подводных 18-дюймовых (457 мм) торпедных аппарата.

## Служба
- «Челленджер» — заложен 1 декабря 1900 г., спущен 27 мая 1902 г., в строю с 3 мая 1904 г.
- «Энкаунтер» — заложен 28 января 1901 г., спущен 18 июня 1902 г., в строю с 21 ноября 1905 г.[6]

## Оценка проекта

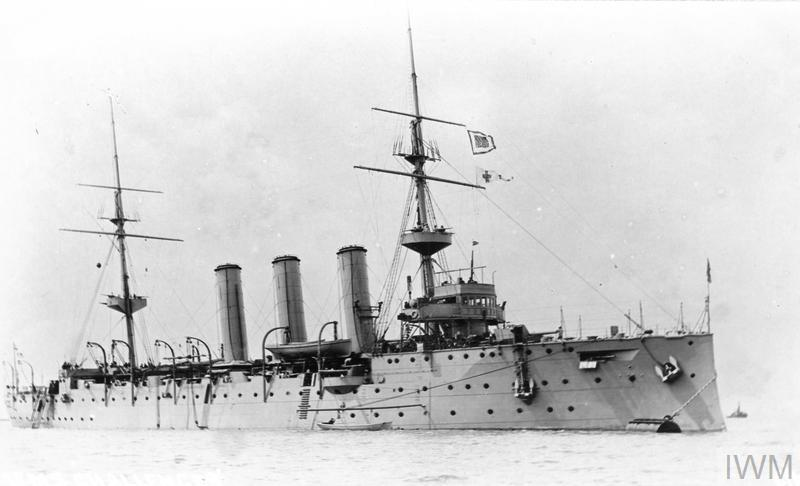
HMS Challenger во время Первой мировой войны

«Челленджеры» были последними британскими бронепалубными крейсерами 2 класса, развитие которых началось с Медеи почти пятнадцатью годами ранее. В процессе развития их размер и стоимость примерно удвоились.
| Сравнительные ТТХ британских бронепалубных крейсеров II класса |                                                   |                                                   |                                                   |                                                   |                                                                                             |                                                   |                                                   |
| Характеристики                                                 | «Медея»                                           | «Аполло»                                          | «Астрея»                                          | «Эклипс»                                          | «Эррогант»                                                                                  | «Гермес»                                          | «Челленджер»                                      |
| Год спуска на воду головного корабля                           | 1888                                              | 1890                                              | 1892                                              | 1895                                              | 1896                                                                                        | 1898                                              | 1902                                              |
| Водоизмещение, дл. т                                           | 2800 — 2950                                       | 3454                                              | 4360 — 4430                                       | 5690                                              | 5842 — 5850                                                                                 | 5690                                              | 5974                                              |
| Артиллерия                                                     | 6 — 152-мм, 9 — 57-мм, 1 — 47-мм                  | 2 — 152-мм, 6 — 120-мм, 8 — 57-мм, 1- 47-мм       | 2 — 152-мм, 8 — 120-мм, 10 — 57-мм, 1 — 47-мм     | 5 — 152-мм, 6 — 120-мм, 8 — 76-мм, 6 — 47-мм      | 4 — 152-мм, 6 — 120-мм, 8 — 76-мм, 3 — 47-мм                                                | 11 — 152-мм, 9 — 76-мм, 6 — 47-мм                 | 11 — 152-мм, 9 — 76-мм, 6 — 47-мм                 |
| Торпедные аппараты                                             | 4×1 — 356-мм                                      | 4×1 — 457-мм                                      | 4×1 — 457-мм                                      | 3×1 — 457-мм                                      | 3×1 — 457-мм                                                                                | 2×1 — 457-мм                                      | 2×1 — 457-мм                                      |
| Бронирование, мм                                               | Палуба — 25(51), щиты орудий ГК — 114, рубка — 76 | Палуба — 37(51), щиты орудий ГК — 114, рубка — 76 | Палуба — 51(51), щиты орудий ГК — 114, рубка — 76 | Палуба — 37(76), щиты орудий ГК — 76, рубка — 152 | Палуба — 37(76), борт — 51 мм (12 м носовая оконечность), щиты орудий ГК — 114, рубка — 229 | Палуба — 37(76), щиты орудий ГК — 76, рубка — 152 | Палуба — 37(76), щиты орудий ГК — 76, рубка — 152 |
| Энергетическая установка, л. с.                                | 7000                                              | 7000                                              | 7500                                              | 8000                                              | 10 000                                                                                      | 10 000                                            | 12 500                                            |
| Максимальная скорость, узлов                                   | 19,5 — 20                                         | 18½                                               | 18¼                                               | 18½                                               | 19                                                                                          | 20                                                | 21                                                |

В дальнейшем Королевский флот предпочёл строить бронепалубные крейсера 2 класса с турбинными силовыми установками.
| «Такасаго» | «Касаги» | «Богатырь» | «Шаторено» |

| Сравнительные ТТХ «Челленджера» и его аналогов | Сравнительные ТТХ «Челленджера» и его аналогов                            | Сравнительные ТТХ «Челленджера» и его аналогов     | Сравнительные ТТХ «Челленджера» и его аналогов     | Сравнительные ТТХ «Челленджера» и его аналогов | Сравнительные ТТХ «Челленджера» и его аналогов | Сравнительные ТТХ «Челленджера» и его аналогов                  |
| Представитель                                  | «Богатырь»                                                                | «Такасаго»                                         | «Касаги»                                           | «Гермес»                                       | «Челленджер»                                   | «Шаторено»                                                      |
| ---------------------------------------------- | ------------------------------------------------------------------------- | -------------------------------------------------- | -------------------------------------------------- | ---------------------------------------------- | ---------------------------------------------- | --------------------------------------------------------------- |
| Страна                                         | Российская империя                                                        | Япония                                             | Япония                                             | Великобритания                                 | Великобритания                                 | Франция                                                         |
| Водоизмещение, т                               | 6611                                                                      | 5344                                               | 5688                                               | 5780                                           | 6067                                           | 8025                                                            |
| Вооружение                                     | 12×152 мм, 12×75 мм, 8×47 мм, 2×37 мм                                     | 2×203 мм, 10×120 мм, 12×76 мм, 6×42 мм             | 2×203 мм, 10×120 мм, 12×76 мм, 6×42 мм             | 11×152 мм, 9×76 мм, 6×47 мм                    | 11×152 мм, 9×76 мм, 6×47 мм                    | 2×164 мм, 6×138 мм, 10×47 мм, 5×37 мм                           |
| Бронирование, мм                               | палуба — 35-70, башни — 125, казематы — 80, щиты орудий — 25, рубка — 140 | палуба — 63-114, щиты орудий — 63-114, рубка — 114 | палуба — 63-114, щиты орудий — 63-114, рубка — 114 | палуба — 37-76, щиты орудий — 76, рубка — 152  | палуба — 37-76, щиты орудий — 76, рубка — 152  | палуба — 40-100, казематы —40-60, щиты орудий — 55, рубка — 160 |
| Энергетическая установка, л. с.                | 19 500                                                                    | 15 500                                             | 13 492                                             | 10 264                                         | 12 500                                         | 24 964                                                          |
| Максимальная скорость, уз.                     | 23,55                                                                     | 22,5                                               | 22,5                                               | 20,5                                           | 21                                             | 24                                                              |

Сравнение с современными «Челленджеру» иностранными бронепалубными крейсерами II класса, такими как «Богатырь», «Такасаго», показывает, что по основным характеристикам британцы не превосходили, а чём-то уступали «шеститысячникам» и японцам, например в скорости и вооружении.

## Комментарии
1. ↑  фактический ∅ торпед 17,72 дюйма (450 мм)